# Theo van Gogh (regisseur)
Theodoor (Theo) van Gogh (Den Haag, 23 juli 1957 – Amsterdam, 2 november 2004) was een Nederlands regisseur, acteur, scenarioschrijver, columnist, programmamaker en televisiepresentator. Van Gogh werd op 2 november 2004 door Mohammed Bouyeri vermoord in de Linnaeusstraat te Amsterdam.

## Levensloop
Van Gogh werd geboren als zoon van Anna Vonhoff en Johan van Gogh, een ambtenaar van de Binnenlandse Veiligheidsdienst en was een achterkleinzoon van de kunsthandelaar Theo van Gogh, de broer van de schilder Vincent van Gogh. Via zijn grootmoeder stamde hij af van de Amsterdamse wethouder Floor Wibaut. Theo groeide op in Wassenaar. Hij werd vernoemd naar de verzetsstrijder Theo van Gogh, de oudere broer van zijn vader. Deze Theo was in de Tweede Wereldoorlog door de Duitsers gefusilleerd wegens verzetsactiviteiten.
Van Gogh studeerde rechten in Amsterdam met het idee advocaat te worden. Na het afbreken van zijn studie meldde hij zich tweemaal bij de Nederlandse Filmacademie, maar werd beide keren afgewezen. Hij sprokkelde wat geld bij elkaar en maakte in 1982 als autodidact zijn regiedebuut met de speelfilm Luger.
Van Gogh maakte voor de PvdA in 1989 de verkiezingscampagnefilm, waarin lijsttrekker Wim Kok te horen en te zien was. Van Gogh was lid van het Republikeins Genootschap en stemde bij de Tweede Kamerverkiezingen in 2003 op Ayaan Hirsi Ali. Haar kritiek op de islam werd door hem gesteund. Samen met Hirsi Ali maakte hij de film Submission (uitgezonden in het televisieprogramma Zomergasten), over het verband tussen de manier waarop een deel van de moslims de Koran interpreteert en vrouwenmishandeling.
Van Gogh heeft een zoon, Lieuwe van Gogh, uit een relatie met de actrice Heleen Hartmans.

## Regisseur
Van Gogh stond vooral bekend als een acteursregisseur. Hoewel hij zich in columns en debatten regelmatig provocerend opstelde, was hij op de set volgens zijn acteurs beminnelijk. Katja Schuurman sprak zich er veelvuldig over uit. Van Gogh zei dat die houding voortkwam uit opportunisme: acteurs deden volgens hem beter hun best als je aardig voor ze was. Een pose, zoals het publiek wist van zijn interviewprogramma Een Prettig Gesprek (AT5 en SBS6, 1989-1997) waar zelfs zijn grootste vijanden graag voor langskwamen omdat Van Gogh daar een oprecht belangstellend interviewer was. Evengoed lag hij regelmatig overhoop met (oud-)medewerkers en acteurs. Zo was hij gebrouilleerd met onder anderen acteurs Thom Hoffman en Gerard Thoolen, cameraman Tom Erisman, actrice Renée Fokker en de journalisten Jan Kuitenbrouwer en Hans Maarten van den Brink.
Tot 1993 wisselde Van Gogh zelfgeschreven werk af met literatuurverfilmingen. Daarna volgde een aantal relatiefilms, geschreven door zijn vaste scenarioschrijver en beste vriend Theodor Holman, en enkele malen door Justus van Oel en Kim van Kooten ('06'), en kortere films voor televisie. Ook maakte hij de thrillers Baby Blue en 06/05 die werden geschreven door Tomas Ross. Ross schreef over zijn jarenlange samenwerking met Van Gogh het boek Take Care! (2005), waarin hij ingaat op het lastige karakter van de filmmaker, maar ook op diens opvattingen over hoe films gemaakt moeten worden.
Voor Blind Date (1996) en In het belang van de staat (1997) kreeg hij een Gouden Kalf. Voor de laatste film kreeg Van Gogh in 1999 op het San Francisco International Film Festival ook een "Certificate of Merit" in de categorie Television - Drama-60 Minutes or Less. Als acteur was hij onder meer te zien in De Noorderlingen (1992). Daarnaast werkte hij voor televisie en schreef hij columns.
De meeste van zijn films waren low-budgetproducties, soms bekostigd uit eigen zak. Geen van zijn films trok veel publiek. Zijn duurste film, 06/05 – over de moord op Pim Fortuyn – werd gemaakt met geld van internetbedrijf Tiscali. Ook deze film werd echter geen commercieel succes. Zijn best bezochte film is nog steeds 06 uit 1994, die meer dan 44.000 bezoekers trok. Daarmee werd het de best bezochte Nederlandse film van dat jaar, waarvan de bezoekersaantallen overigens een historisch dieptepunt in de Nederlandse filmhistorie vormden. Aan het einde van zijn leven werkte Van Gogh veelvuldig samen met multi-instrumentalist Spinvis.
Behalve films voor het witte doek en voor televisie regisseerde Van Gogh ook televisieprogramma's, zoals de tv-registratie van Eric van Sauers' cabaretvoorstellingen en het AVRO-interviewprogramma Krachtstroom van Yoeri Albrecht en Lennart Booij. Voor AT5 en RTL 5 regisseerde hij De Woestijn Leeft, een satirisch architectuurprogramma, met Max Pam en Jeroen Henneman als vertellers, en in 2001 voor het Humanistisch Verbond de serie De Bovenwereld, waarin paranormale verschijnselen op een satirische manier worden behandeld.
Gijs van de Westelaken (die de laatste drie bioscoopfilms van Van Gogh produceerde), kondigde in 2005 zijn Triple Theo-project aan: de Amerikaanse herverfilming van drie Van Gogh-films. Steve Buscemi heeft in 2007 een remake gemaakt van Interview. Blind date van Stanley Tucci ging op 19 september 2008 in première op het filmfestival Film by the Sea in Vlissingen met in de hoofdrol Patricia Clarkson. De derde geplande verfilming (die van 06) leidde tot Somewhere tonight (Michael Di Jiacomo, 2011, met John Turturro in de hoofdrol), dat echter slechts zeer beperkte overeenkomsten met het origineel had.

### Wegens belediging van Joden

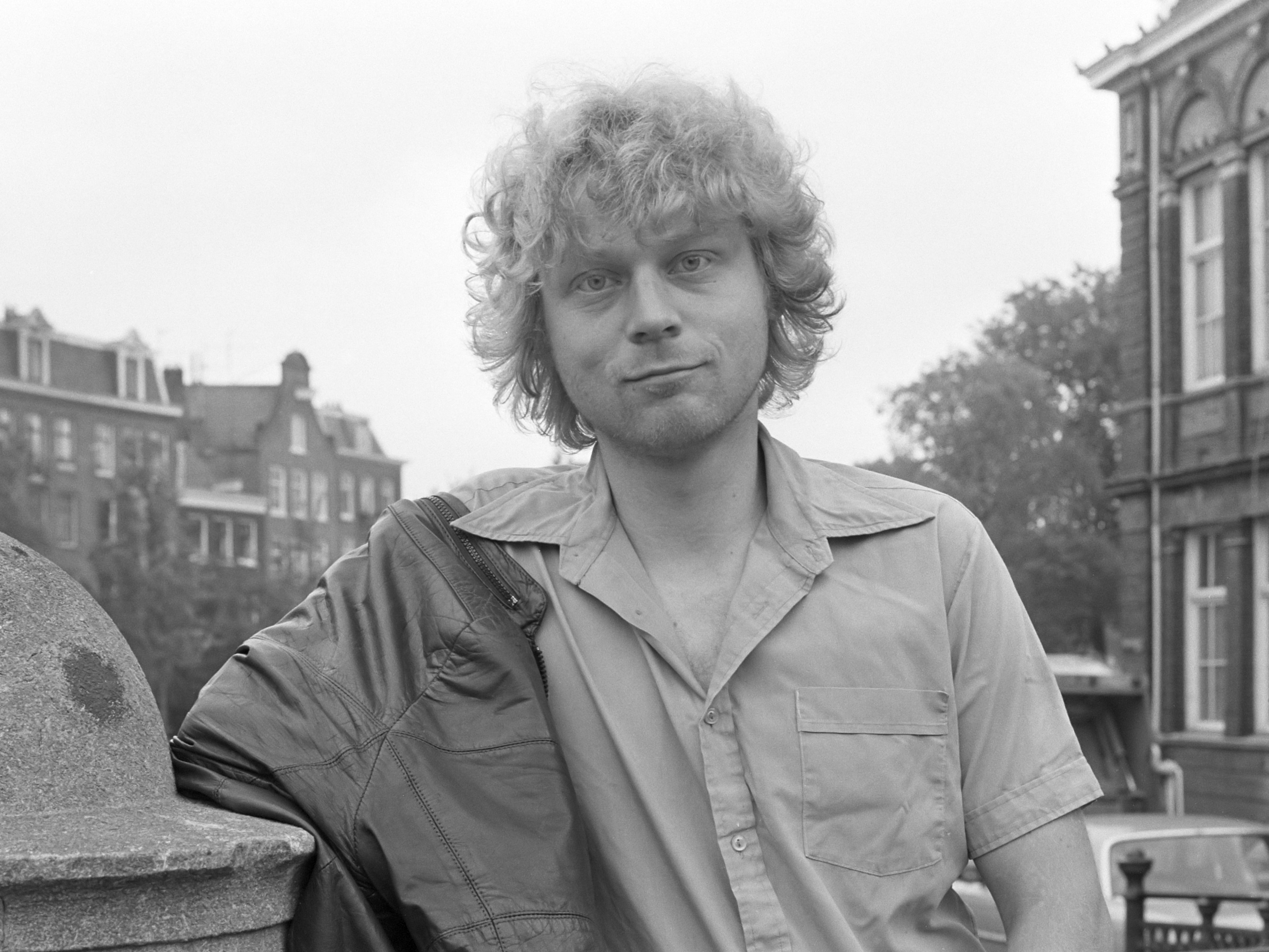
Theo van Gogh in 1984

## Moord

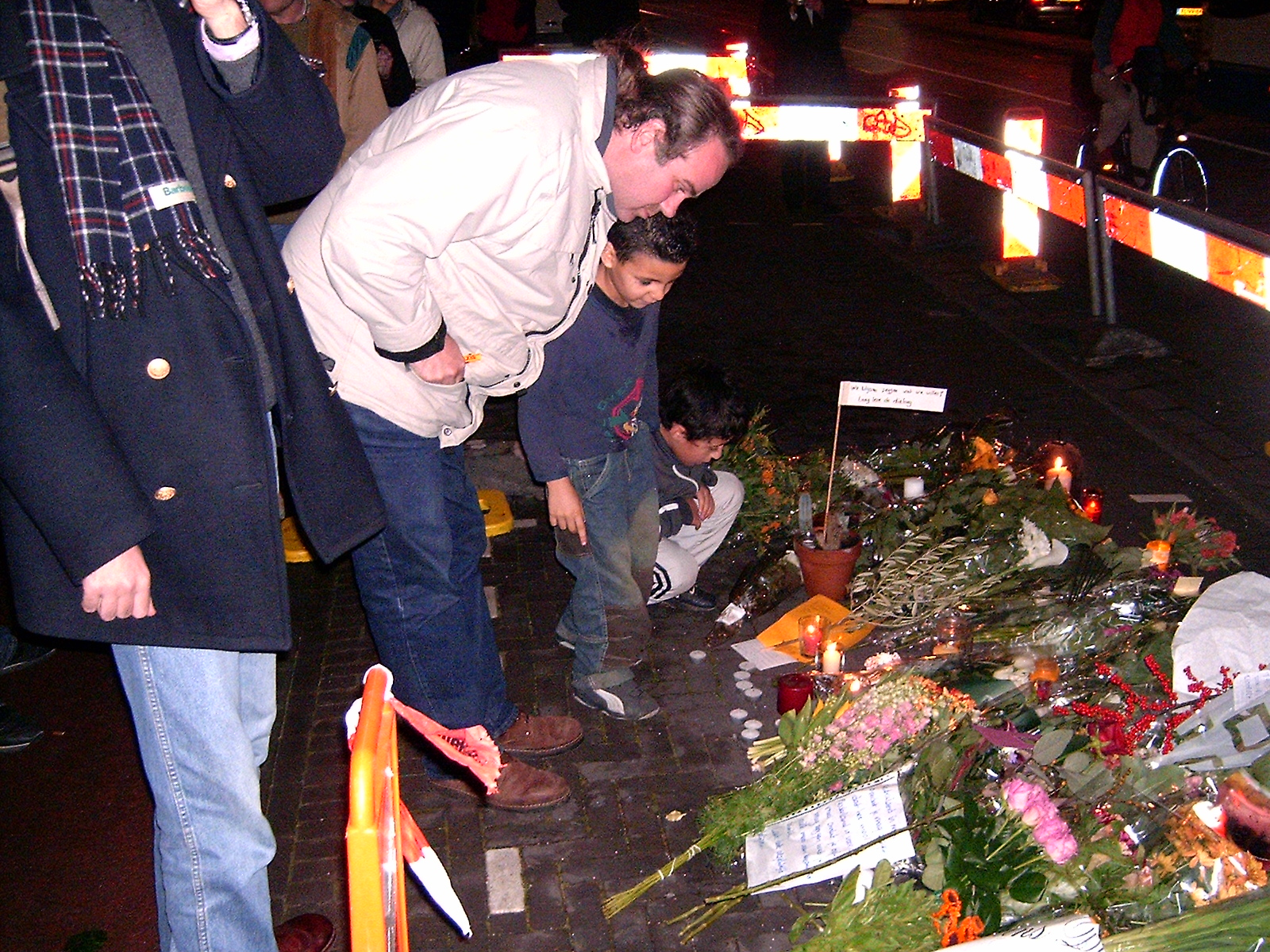
Rouwbetoon na de moord op Van Gogh, bij de plaats waar hij stierf

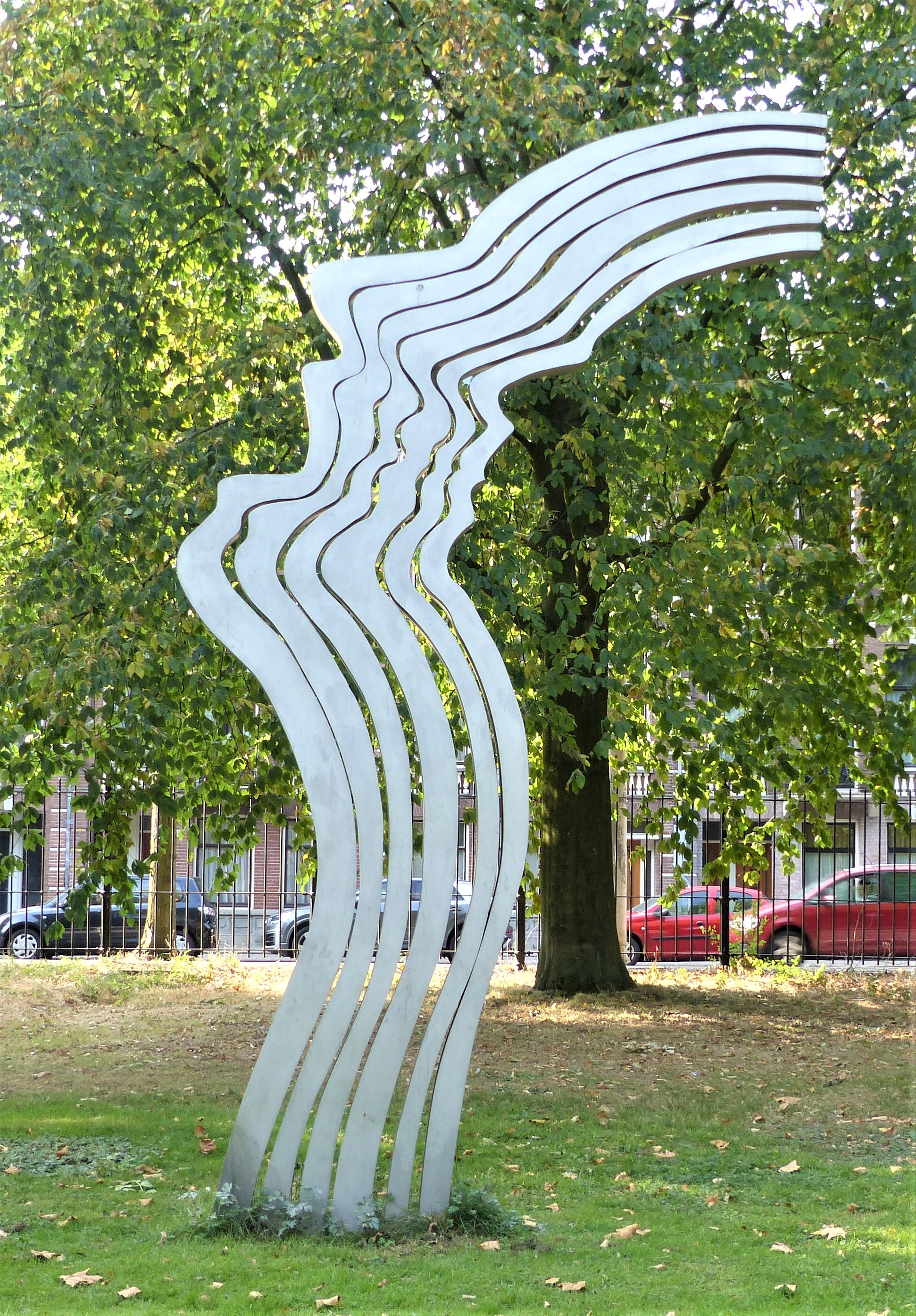
De Schreeuw, een hommage aan Theo van Gogh in de omgeving van de moordplaats